# Иоанн (Стрельцов)
Игумен Иоанн (в миру Тихон Яковлевич Стрельцов; 16 [29] июня 1885, слобода Пески-Радьковские, Купянский уезд, Харьковская губерния — 24 сентября 1970, село Покровское, Донецкая область) — игумен Русской православной церкви, преподобноисповедник, местночтимый святой Украинской Православной Церкви.

## Биография
Родился 16 [29] июня 1885 года в слободе Пески-Радьковские Купянского уезда Харьковской губернии (по другим данным — в селе Корочев Харьковской губернии) в крестьянской семье. Его воспитанием занимался Игнатий Андреевич Стрельцов — родной брат отца, старшина Пески-Радьковской волости, а затем — член I Государственной Думы.
Окончил четырёхгодичную церковно-приходскую школу и народное училище. Работал в образцовом хозяйстве Игнатия Андреевича Стрельцова.
С детства был послушником в Святогорской пустыни. Оттуда, в 1906 году, был призван на действительную военную службу.
В 1906—1910 годах служил в городе Карсе в 3-й роте Карской крепостной артиллерии. После окончания военного училища в Тифлисе продолжил службу в Карсе зауряд-чиновником.
В 1910 году, после увольнения со службы, вернулся в Святогорскую обитель, где вновь стал послушником.
В 1910—1914 годах обучался в миссионерской школе при Святогорской пустыни.
В 1914 году, после начала Первой мировой войны, мобилизован в Царскую Армию.
В 1918 году, после демобилизации, вернулся в Святогорскую обитель, где около года пробыл послушником, после чего был мобилизован в Красную Армию.
В декабре 1919 года начальником 3-го эвакуационного военного красноармейского лазарета
назначен комендантом всех зданий обители и временно заведующим хозяйством над ранеными и тифозно больными красноармейцами.
В 1921 году настоятелем Святогорской Успенской пустыни архимандритом Трифоном пострижен в монашество. При постриге получил имя Иоанн в честь Иоанна Предтечи.
В 1922 году, после закрытия монастыря и превращения его в дом отдыха, не желая покидать места пострига, временно исполнял обязанности заведующего домом отдыха, за службу получил письменную благодарность от гражданских властей.
12 февраля 1924 года рукоположён в сан иеродиакона святым епископом Онуфрием (Гагалюком) в Александро-Невской церкви Харькова.
24 октября 1926 года рукоположён в сан иеромонаха епископом Макарием (Звездовым) в Троицкой церкви Харькова.
В 1926—1931 годах временно исполнял обязанности настоятеля Святогорской Успенской пустыни при Всехсвятской кладбищенской церкви, руководил оставшейся братией.
В 1930 году архиепископом Константином (Дьяковым) награждён наперсным крестом за борьбу против обновленческого раскола и сектантов.
В 1931 году арестован на 2,5 месяца по обвинению в неуплате налогов и сокрытии серебряной валюты.
В 1932 году арестован на 3 месяца по обвинению в подлоге документов.
В 1936—1937 годах жил в селе Пески-Радьковские, где проводил богослужения на дому и исполнял частные требы.
8 октября 1937 года арестован и осуждён на 10 лет лагерей по ст. 54-10 ч. 1 УК УССР («сторонник Тихоновской организации, к/р деятельность, направленная на подрыв мощи Советского Союза, созыв нелегальных собраний, проведение нелегальных богослужений»). Виновным себя не признал.
В августе 1938 года врачебная комиссия определила для него 4-ю категорию заболевания и рекомендовала использовать на лёгких работах.
С августа 1938 года по 3 апреля 1943 года отбывал заключение в Каргопольском ИТЛ Архангельской области, где трудился на лесоповале. За это время подал 6 заявлений с просьбой о пересмотре дела в прокуратуру Харькова, однако заявления были оставлены без ответа.
3 апреля 1943 года досрочно освобождён.
16 мая 1943 года, на пути домой, во время посещения Благовещенского собора города Мурома, по ходатайству настоятеля собора протоиерея Вениамина и по просьбе прихожан, архиепископом Сергием (Гришиным) назначен настоятелем Успенской церкви в селе Крюково Гусь-Хрустального района Владимирской области.
Ко времени настоятельства в Успенской церкви относятся первые свидетельства о его чудотворениях.
18 июня 1949 года арестован и приговорён по ст. 58-10 ч. 2, 58-11 УК РСФСР к 8 годам лагерей («участник а/с группы, а/с агитация, клеветнические измышления на Советскую власть»). Виновным себя не признал.
После вынесения приговора направлен в особый лагерь в посёлке Инта Коми АССР — ИТЛ Минеральный на шахту по добыче каменного угля. Но, по состоянию здоровья, наказание отбывал в отделении для больных и престарелых заключённых ИТЛ Минеральный в посёлке Абезь.
В 1957 году, после освобождения, вернулся в Донбасс, где получил Покровский приход в селе Карловка (Клещеевка) Артёмовского района.
В 1962 году переведён в село Покровское, где служил до своей смерти.
24 сентября 1970 года, несмотря на недомогание, отслужил Божественную литургию, а после службы исповедался неожиданно приехавшему окружному духовнику протоиерею Николаю Салате. После исповеди умер.

## Канонизация
8 мая 2008 года Определением Священного Синода Украинской Православной Церкви принято решение о местной канонизации подвижника в Донецкой епархии, в Соборе Святогорских святых (день памяти — 11 (24) сентября).
Чин прославления подвижника состоялся во время визита в Святогорскую лавру 12 июля 2008 года Предстоятеля Украинской Православной Церкви Блаженнейшего Митрополита Киевского и всея Украины Владимира, в Свято-Успенском соборе лавры.